# Catherine Louisa Pirkis
Catherine Louisa Pirkis (1841- 4 d'octubre de 1910) fou una escriptora anglesa.
Va escriure nombrosos relats curts i 14 novel·les entre 1877 i 1894 i actualment és coneguda per les seves històries de detectius protagonitzades per Loveday Brooke, que van aparèixer en el Ludgate Magazine l'any 1894. Posteriorment es va dedicar a treballar al costat del seu marit en favor dels animals abandonats i va ser una de les fundadores de la National Canine Defense League l'any 1891.
Va ser enterrada en el Kensal Green Cemetery.